# Torreya
Torreya es un género de coníferas que comprende de cinco a seis especies, tratadas bien como Cephalotaxaceae, o en la Taxaceae cuando esa familia es considerada en un sentido amplio. Cuatro son originarias del este de Asia, las otras dos originarias de Norteamérica.

## Descripción
Son árboles de pequeño a mediano tamaño que alcanza 5-20 m, raramente 25 m, de alto.
Las hojas están dispuestas en espiral en los brotes, pero retorcidas en la base para quedar en dos filas planas; son lineales, 2-8 cm de largo y 3-4 mm de ancho, de textura dura, con una aguda punta espinosa.
Torreya puede ser monoica o dioicas; cuando son monoicas, los estróbilos masculino y femenino están a menudo en ramas diferentes. Los conos de polen masculinos tienen 5-8 mm de largo, agrupadas en líneas a lo largo de las partes inferiores del brote. Los conos femeninos (de semillas) son únicos o en grupos de 2-8 juntos en un pedúnculo corto; diminutos al principio, maduran en alrededor de 18 meses en una estructura semejante a las drupas con la semilla parecida a una nuez de 2-4 cm de largo rodeados por una cubierta carnosa, verde a púrpura hasta la plena madurez. En algunas especies, en particular la japonesa Torreya nucifera (kaya), la semilla es comestible. La dispersión natural se cree que es ayudada por las ardillas que entierran las semillas como un alimento de invierno; cualquier semilla que queda sin comer luego son capaces de germinar.
Torreya californica (torreya de California) es endémica de California. Es la especie más grande, que alcanza los 25 m de alto.
Torreya taxifolia tiene un hábitat restringido dentro del Parque estatal de Torreya, a lo largo de la orilla oriental del río Apalachicola en el Florida Panhandle e inmediatamente adyacente al extremo sur de Georgia. Elvy E. Callaway pretendía que era la madera que se usó para la construcción del Arca de Noé. Es una especie en peligro, que ha sufrido un gran declive en número debido a una enfermedad fúngica (posiblemente Phytophthora), ty el calentamiento global post-glacial; sin embargo, los ejemplares cultivados crecen muy bien y se regeneran naturalmente en climas más frescos del norte de Georgia y oeste de Carolina del Norte. La llamada "migración asistida", el movimiento intencional de una planta fuera de su área de distribución histórica (aunque quizá consistente con su área de distribución hace mucho tiempo) se convirtió en un tema importante en la comunidad conservacionista en los años 2007 y 2008, con T. taxifolia como la planta presentada (véase Para saber más, debajo).

## Taxonomía
El género fue descrito por George Arnott Walker Arnott y publicado en Annals of Natural History 1: 130–132. 1838. La especie tipo es: Torreya taxifolia
Etimología
Torreya: nombre genérico que  recibe su nombre de un botánico estadounidense, John Torrey.